# Округ Принс Вилијам (Вирџинија)
Принс Вилијам (енгл. Prince William County) је округ у америчкој савезној држави Вирџинија.

## Демографија
По попису из 2010. године број становника је 402.002, што је 121.189 (43,2%) становника више него 2000. године.
| Група             | 2000.           | 2010.           |
| Белци             | 181.756 (64,7%) | 195.656 (48,7%) |
| Афроамериканци    | 52.691 (18,8%)  | 81.196 (20,2%)  |
| Азијати           | 10.701 (3,8%)   | 30.317 (7,5%)   |
| Хиспаноамериканци | 27.338 (9,7%)   | 81.460 (20,3%)  |
| Укупно            | 280.813         | 402.002         |